# Gertrude Büringh Boekhoudt
Gertrude Büringh Boekhoudt (Utrecht, 24 maart 1893 - Baarn, 3 september 1982) was een Nederlands pedagoge en lerares Duits  die docente was van de prinsessen Beatrix en Irene, kinderen van koningin Juliana en prins Bernhard van Lippe-Biesterfeld. Zij was ook docente en vertrouwelinge van de journalist en schrijver Willem Oltmans. 
Büringh Boekhoudt gaf bijles aan kroonprinses Beatrix. Enige tijd woonde zij op Paleis Soestdijk. In april 1951 werd op verzoek van Beatrix' ouders in een kamer van Paleis Soestdijk gestart met een klas voor prinses Beatrix, zes andere meisjes en acht docenten. Daarbij was ook Büringh Boekhoudt betrokken. Na de schoolvakantie verhuisde het schooltje naar een villa aan de Amalialaan in Baarn en kreeg later de naam Incrementum. Deze dependance van Het Baarnsch Lyceum was speciaal voor de prinsessen Beatrix en Irene opgezet. 
Het Incrementum bleef tot 1967 in stand. Büringh Boekhoudt bleef daaraan tot haar pensionering verbonden. Ze overleed op 3 september 1982 in flat Amaliagaarde in Baarn.
Ze trouwde nooit en stierf kinderloos. Na haar overlijden werden bij haar thuis meer dan tachtig brieven gevonden, afkomstig van Beatrix. Op verzoek van Büringh Boekhoudt werden ze vernietigd.
Oltmans heeft over zijn band met Büringh Boekhoudt uitgeweid in zijn boeken Liegen tegen Beatrix uit 1996 en Mijn vriendin Beatrix uit 1999.